# Kanton Nanterre-Sud-Ouest
Kanton Nanterre-Sud-Ouest is een voormalig kanton van het Franse departement Hauts-de-Seine. Kanton Nanterre-Sud-Ouest maakte deel uit van het arrondissement Nanterre en telde 28.758 inwoners (1999).
Het werd opgeheven bij decreet van 24 februari 2014, met uitwerking in maart 2015.

## Gemeenten
Het kanton Nanterre-Sud-Ouest omvatte een deel van degemeente Nanterre.